# Maximilian Senfft von Pilsach

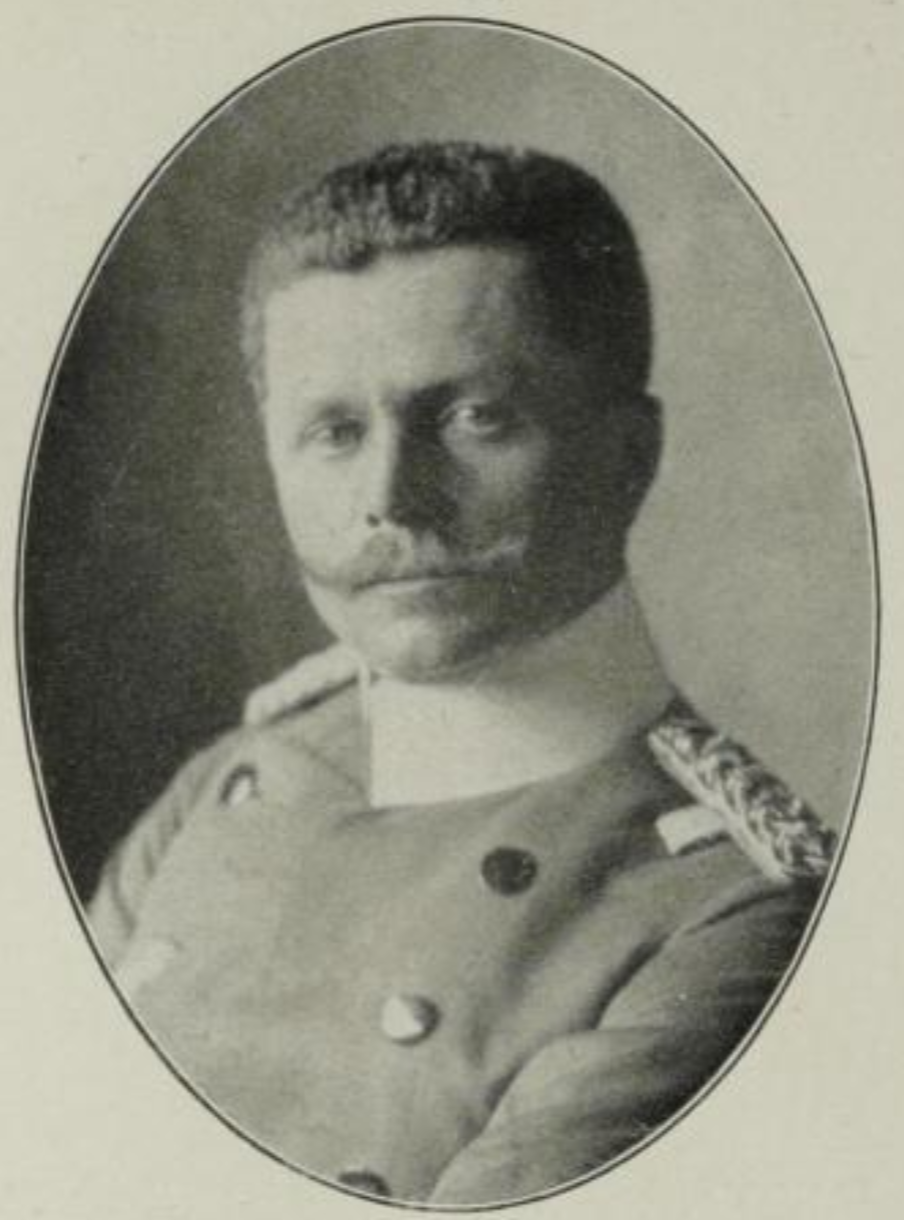
Maximilian Senfft von Pilsach als Regimentskommandeur

Friedrich Hugo Maximilian  Senfft von Pilsach (* 20. Juni 1854 in Grimma; † 7. August 1931 in Reinhardtsgrimma) war königlich-sächsischer Generalmajor, Herr auf Böhlen und seit 1908 Besitzer von Schloss Reinhardtsgrimma. Durch königliche Ernennung war er von 1914 bis zu deren Auflösung 1918 Mitglied der I. Kammer des Sächsischen Landtags. Im Ersten Weltkrieg trat Senfft von Pilsach wieder in den Kriegsdienst ein.

## Herkunft
Er stammte aus dem Uradelsgeschlecht Senfft von Pilsach und war der Sohn des Generals der Kavallerie Hugo Senfft von Pilsach und der Henriette Auguste von Helldorff. 

## Leben
Er erhielt seine Schulbildung zunächst zu Hause und ab dem 1. Januar 1866 in der Erziehungsanstalt des Hauptmanns Käusser in Dresden. Von dort kam er am 1. April 1867 in das königliche Kadettenkorps in Dresden. Anschließend wurde er am 1. April 1873 als Portepeefähnrich in das 2. Reiter-Regiment nach Grimma versetzt. Von 1873 bis 1874 war an die Kriegsschule nach Erfurt abkommandiert und am 1. Oktober 1874 zum Seconde-Lieutenant befördert. Von 1880 bis 1882 war er an das Militär-Reitinstitut nach Hannover abkommandiert. In dieser Zeit wurde er am 25. September 1881 zum Premier-Lieutenant befördert. Nach seiner Rückkehr war er von 1883 bis 1885 Reitlehrer in der Militär-Reitanstalt in Dresden. Danach wurde er am 22. Juni 1885 zum Rittmeister und Schwadronschef ernannt und am 20. April 1894 zum Major befördert. Im Jahr 1887 kam er dann an die Militär-Schießschule. Anschließend wurde er am 20. September 1894 als etatsmäßiger Stabsoffizier in das 2. Ulanen-Regiment versetzt und am 21. April 1897 zum Flügeladjutanten des Königs ernannt sowie am 26. März 1899 zum Oberstleutnant befördert. Am 23. März 1901 als Kommandeur in das Garde-Reiter-Regiment versetzt, wurde er dort zeitgleich zum Oberst befördert; aber am 24. Juli 1903 dann  mit Pension und Uniform zur Disposition gestellt.

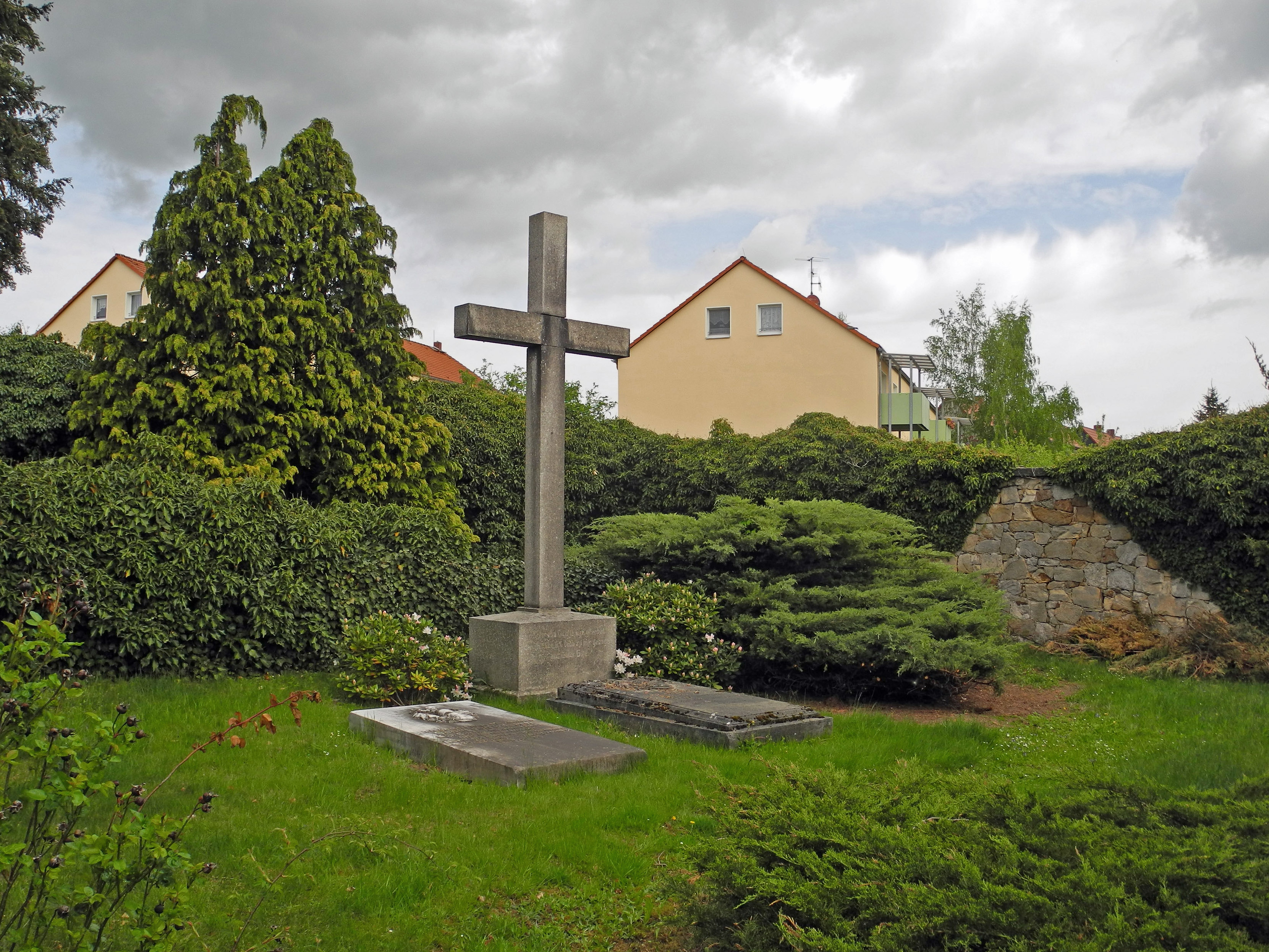
Grabstätte Senfft von Pilsach auf dem Schlossfriedhof Reinhardtsgrimma

Während des Ersten Weltkrieges war er vom 2. August 1914 bis zum 6. August 1914 Militär-Kommissar im Pferde-Aushebungs-Bezirk Lohmen bei Pirna. Danach wurde er am 10. August 1914 als Etappenkommandant zur 5. Division der XII. Armee ins Feld kommandiert, aber schon am 1. Oktober 1914 wurde er als Vorsitzender in den Wirtschaftsausschuss der III. Armee versetzt. Am 15. März 1915 kam er als Vorsitzender in das Viehweideamt nach III. Armee. Anschließend wurde er am 10. Juni 1915 als Etappen-Kommandant auf den östlichen Kriegsschauplatz versetzt, dazu erhielt er am 15. Juli 1915 die Beförderung zum Generalmajor. Dort war er vom 9. August 1915 bis zum 10. September 1915 Kommandant der Stadt und dem Bezirk Lublin. Am 18. September 1915 kam er als Etappen-Kommandant nach Süd-Ungarn. Er wurde am 1. November 1915 abberufen und nach Serbien geschickt. Dort wurde er am 1. März 1916 zum Etappen-General für alt-Serbien mit Sitz in Nisch, aber er erkrankte und musste im Januar 1917 in die Heimat zurückkehren.

## Familie
Er heiratete 1893 in Den Haag Alpheda Luise Teding van Berkhout (* 7. Mai 1863 in Batavia; † 21. Februar 1959 in Meran), Tochter eines niederländischen Plantagenbesitzers auf Java, mit der er viele Jahre in Dresden und Reinhardtsgrimma lebte. Aus dieser Ehe gingen folgende Kinder hervor:
- Joanna Auguste Alpheda Louise (1895–1969) ⚭ 1918 Karl Albert Leo Graf von Hohenthal und Bergen (* 1889)
- Marie Louise Auguste (* 1897)
- Ott Friedrich Wilhelm Max Hugo (1900–1917)
- Friedrich Wilhelm Oskar Ott (* 1903). Er wurde Erbe und lebte, nach der Enteignung, u. a. mit seiner Frau in den 1970er Jahren in Italien.